# Рисдиплам
Рисдиплам — первый пероральный лекарственный препарат для лечения спинальной мышечной атрофии. Одобрен для применения: США (2020).

## Механизм действия
Производное пиридазина. Модификатор сплайсинга гена SMN2.

## Показания
Спинальная мышечная атрофия у пациентов от 2 месяцев.

## Беременность
Женщины детородного возраста во время лечения и 1 месяц после него должны использовать методы контрацепции.